# Saint-Didier-de-la-Tour
Saint-Didier-de-la-Tour is een gemeente in het Franse departement Isère (regio Auvergne-Rhône-Alpes). De plaats maakt deel uit van het arrondissement La Tour-du-Pin. Saint-Didier-de-la-Tour telde op 1 januari 2022 2.125 inwoners. 

## Geografie
De oppervlakte van Saint-Didier-de-la-Tour bedroeg op 1 januari 2022 14,63 vierkante kilometer; de bevolkingsdichtheid was toen 145,2 inwoners per km².

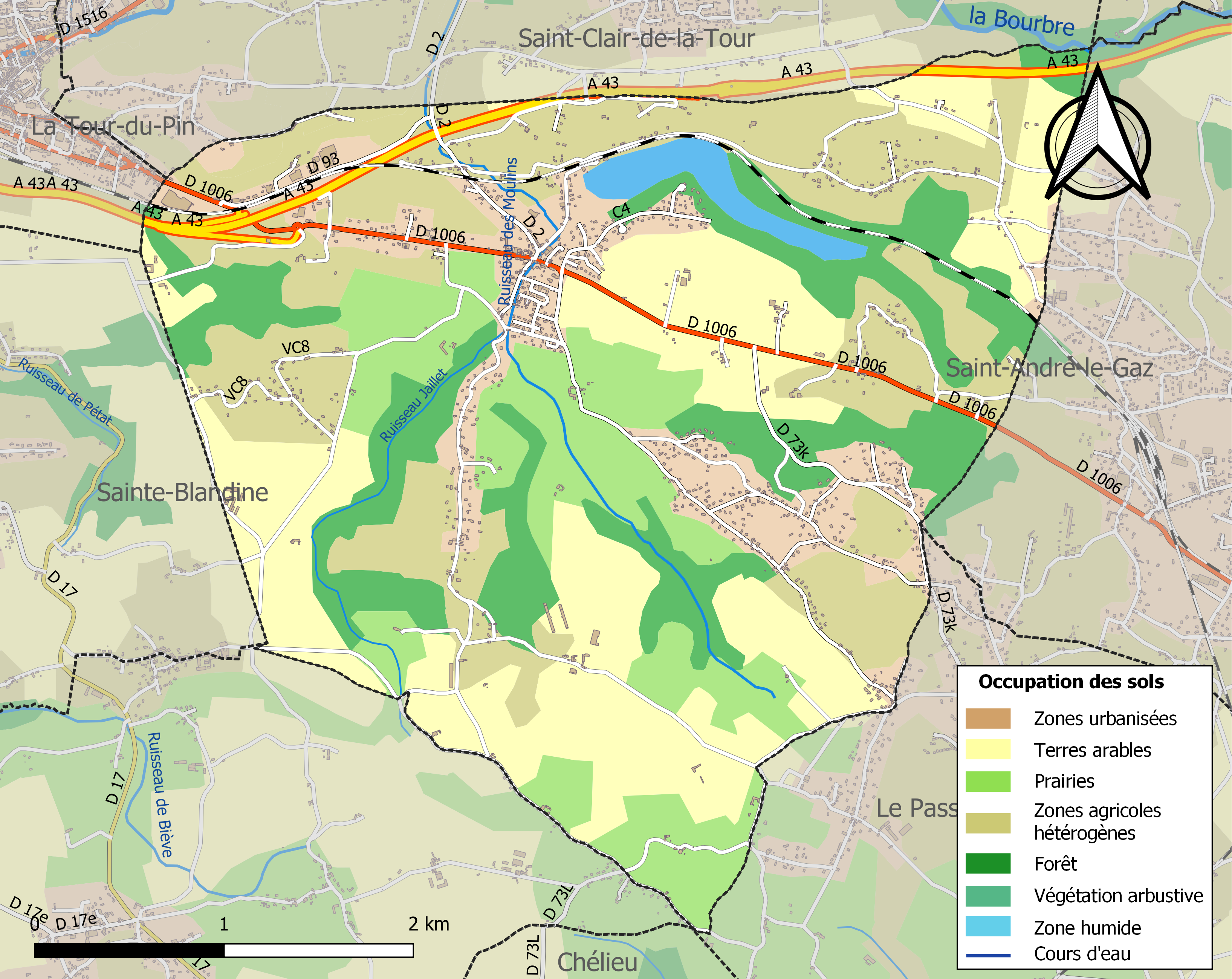
Kaart van de gemeente met de belangrijkste infrastructuur, bodemgebruik en omliggende gemeenten

## Demografie
Onderstaande figuur toont het verloop van het inwonertal (bron: INSEE-tellingen).